# Барон Говард де Уолден
Барон Ховард де Уолден — наследственный титул в системе Пэрства Англии.

## История
Титул барона Говарда де Уолдена был создан 24 октября 1597 года английской королевой Елизаветой I Тюдор для адмирала лорда Томаса Говарда (1561—1626), младшего сына Томаса Говарда, 4-го герцога Норфолка (1536—1572) и его второй жены, достопочтенной Маргарет Одли (1540—1564), дочери Томаса Одли, 1-го барона Одли из Уолдена (ок. 1488 — 1544). Адмирал Томас Говард получил титул барона в награду за участие в разгроме Испанской армады в 1588 году. 21 июля 1603 года новый король Англии Яков I Стюарт, преемник Елизаветы, пожаловал Томасу Говарду титул графа Саффолка. Томас Говард служил лордом-лейтенантом Кембриджшира (1602—1626), Сафоллка (1605—1626) и Дорсета (1611—1626), занимал должности лорда-камергера (1603—1614), лорда-казначея (1614—1618) и капитана почётного корпуса джентльменов (1615—1616). Ему наследовал его старший сын, Теофилиус Говард, 2-й граф Саффолк, 2-й барон Говард де Уолден (1584—1640). Он служил лордом-лейтенантом Камберленда (1607—1639), Уэстморленда (1607—1639), Нортумберленда (1607—1639), Саффолка (1626—1640), Кембриджшира (1626—1640) и Дорсета (1626—1640), занимал должности капитана почётного корпуса джентльменов (1616—1635) и лорда-хранителя пяти портов (1628—1640). Его преемником стал его старший сын, Джеймс Говард, 3-й граф Саффолк, 3-й барон Говард де Уолден (1606/1607 — 1688). Он был лордом-лейтенантом Саффолка (1640—1642, 1660—1681), Кембриджшира (1660—1681), а также занимал пост графа-маршала (1661—1662). В 1688 году после смерти Джеймса Говарда, 3-го графа Саффолка, графский титул унаследовал его младший брат, Джордж Говард, 4-й граф Саффолк (1625—1691), а титул барона Говарда де Уолдена стал бездействующим. На этот титул претендовали наследник двух дочерей 3-го графа Саффолка — леди Эссекс Говард (дочь от первого брака) и леди Элизабет Говард (дочь от второго брака). Леди Эссекс Говард стала женой Эдварда Гриффина, 1-го барона Гриффина (ум. 1710). Джон Гриффин Уитвелл (1719—1797), впоследствии фельдмаршал Джон Гриффин Гриффин (он изменил свою фамилию в 1749 году), сын достопочтенной Энн Гриффин (дочери 2-го барона Гриффина) унаследовали половину баронства после смерти своего дяди по материнской линии, 3-го барона Гриффина (ум. 1742), не оставившего наследников. 3 августа 1784 года для Джона Гриффина Уитвелла был возобновлен титул 4-го барона Говарде де Уолдена. 5 сентября 1788 года для Джона Гриффина Уитвелла был также создан титул барона Брейбрука.
В 1797 году после смерти лорда Говарда де Уолдена и Брейбрука, не имевшего мужских наследников, титул барона Брейбрука унаследовал Ричард Гриффин, 2-й барон Брейбрук (1750—1925). В 1799 году титул барона Говарда де Уолдена получил Фредерик Огастес Херви, 4-й граф Бристоль (1730—1803), сын Джона Херви, 2-го барона Херви (1696—1743). Фредерик Огастес Херви был внуком Элизабет Фелтон (ум. 1741), младшей дочери 3-го графа Саффолка, и Джона Херви, 1-го графа Бристоля (1665—1751). Фредерик Огастес Херви унаследовал графский титул лишь после смерти двух старших братьев. В 1803 году после смерти Фредерика Огастеса Херви ему наследовал его второй сын, Фредерик Херви, 5-й граф Бристоль (1769—1859), который в 1826 году получил титул маркиза Бристоля. Титул барона Говарда де Уолдена получил Чарльз Огастес Эллис, 6-й барон Говард де Уолден (1799—1868). Чарльз Эллис был сыном Чарльза Эллиса, 1-го барона Сифорда (1771—1845), и достопочтенного Элизабет Кэтрин Кэролайн Херви, дочери Джона Херви, лорда Херви (1757—1796), старшего сына Фредерика Херви, 4-го графа Бристоля. В 1845 году после смерти своего отца Чарльз Эллис унаследовал титул 2-го барона Сифорда.
Молодой лорд Говард де Уолден (1799—1868) в 1828 году женился на леди Люси Кавендиш-Скотт-Бентинк (1813—1899), младшей дочери Уильяма Бентинка, 4-го герцога Портленда (1768—1854), и сестре Уильяма Кавендиша-Скотта-Бентинка, 5-го герцога Портленда (1800—1879). Благодаря этому браку бароны Говард де Уолден унаследовали большую недвижимость в Лондоне и приняли фамилию «Скотт-Эллис» вместо «Эллис». 6-му лорду Говарду де Уолдену наследовал его старший сын, Фредерик Джордж Эллис, 7-й барон Говард де Уолден, 3-й барон Сифорд (1830—1899). Его преемником стал его единственный сын, Томас Ивлин Скотт-Эллис, 8-й барон Говард ед Уолден, 4-й барон Сифорд (1880—1946). Ему наследовал его единственный сын, Джон Осмаэль Скотт-Эллис, 9-й барон Говард де Уолден, 5-й барон Сифорд (1912—1999).
После его смерти в 1999 году баронские титулы были разделены. Титул барона Говард де Уолден оказался в состоянии неопределенности, на титул претендовали четыре дочери покойного барона: достопочтенная Мэри Хейзел Керидвен Скотт-Эллис (1935—2024), достопочтенная Бланш Сьюзан Скотт-Эллис (род. 1937), достопочтенная Джессика Джейн Скотт-Эллис (род. 1941) и достопочтенная Камилла Энн Браун Скотт-Эллис (род. 1947), а титул барона Сифорда, который может наследоваться только по мужской линии, перешел к Колину Хэмфри Фелтону Эллису, 6-му барону Сифорду (род. 1946), дальнему родственнику 5-го барона Сифорда. 25 июня 2004 года королева Елизавета II признала 10-й баронессой Говард де Уолден Мэри Хейзел Керидвен Скотт-Эллис (1935—2024), старшую дочь покойного 9-го барона Говарда де Уолдена. В 1957 году она вышла замуж за Джозефа Чернина (1924—2015), сына графа Франца-Иосифа Чернина (1878—1963), от которого у неё были пять дочерей и один сын, Питер Джон Джозеф Чернин, 11-й барон Говард де Уолден (род. 1966), который унаследовал титул барона после смерти матери в 2024 году.
Загородный дом Одли энд хаус в Сафрон-Уолдене Томас Говард, 1-й граф Саффолк, получил во владение от своего деда по материнской линии Томаса Одли, 1-го барона Одли. В дальнейшем этот дом перешел к баронам Брейбрук.
Благодаря владению значительной недвижимостью в Лондоне семьи Говардов де Уолден является одной из самых богатых семей в Великобритании (её стоимость оценивается в более 1 миллиарда фунтов стерлингов). Семья часто упоминается в списке самых богатых людей в газете The Sunday Times.

## Бароны Говард де Уолден (1597)
- 1597—1626: Адмирал Томас Говард, 1-й граф Саффолк, 1-й барон Говард де Уолден (24 августа 1541 — 28 мая 1626), младший сын Томаса Говарда, 4-го герцога Норфолка (1536—1572) от второго брака[1];
- 1626—1640: Теофил Говард, 2-й граф Суффолк, 2-й барон Говард де Уолден (13 августа 1584 — 3 июня 1640), старший сын предыдущего[2];
- 1640—1689: Джеймс Ховард, 3-й граф Суффолк, 3-й барон Говард де Уолден (10 февраля 1619 — 7 января 1689), старший сын предыдущего[3];
- 1784—1797: Фельдмаршал Джон Гриффин Уитвелл, 4-й барон Говард де Уолден (13 марта 1719 — 25 мая 1797), сын Уильяма Уитвелла и Энн Гриффин (ум. 1770)[4];
- 1799—1803: Фридрих Огастес Херви, 4-й граф Бристоль, 5-й барон Говард де Уолден (1 августа 1730 — 8 июля 1803), сын Джона Херви, 2-го барона Херви (1696—1743) и Мэри Херви (1700—1768)[5];
- 1803—1868: Чарльз Огастес Эллис, 6-й барон Говард де Уолден[англ.] (5 июня 1799 — 29 августа 1868), сын Чарльза Эллиса, 1-го барона Сифорда (1771—1845)[6];
- 1868—1899: Фредерик Джордж Эллис, 7-й барон Говард де Уолден[англ.] (9 августа 1830 — 3 ноября 1899), старший сын предыдущего[7];
- 1899—1946: Томас Эвелин Скотт-Эллис, 8-й барон Ховард де Уолден[англ.] (9 мая 1880 — 5 ноября 1946), единственный сын предыдущего[8];
- 1946—1999: Джон Осмаэль Скотт-Эллис, 9-й барон Говард де Уолден, 5-й барон Сифорд (27 ноября 1912 — 9 июля 1999), единственный сын предыдущего[9];
- 2004—2024: Мэри Хейзел Керидвен Чернин, 10-я баронесса Говард де Уолден (12 августа 1935 — 13 июля 2024), старшая дочь предыдущего[10] (состояние неопределённости прекращено в 2004 году);
- 2024 — настоящее время: Питер Джон Джозеф Чернин, 11-й барон Говард де Уолден (род. 1 января 1966), единственный сын предыдущей[11];
  - Наследник титула: достопочтенный Александр Джон Питер Чернин (род. 2 октября 1999), единственный сын предыдущего[12].